# Four polynésien

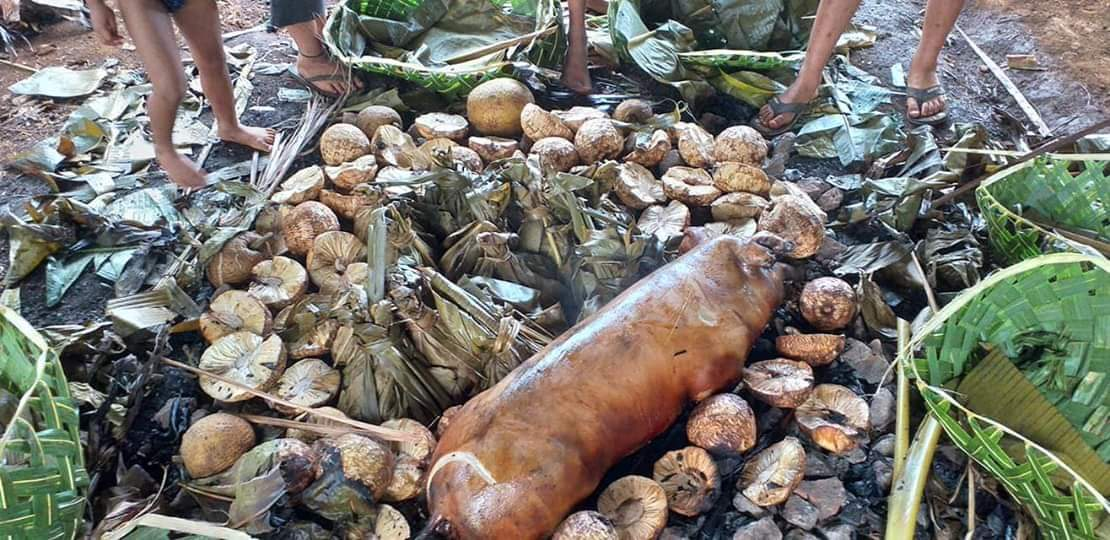
Un four traditionnel à Wallis, appelé umu, sur lequel sont cuits un cochon, des fruits de l'arbre à pain et d'autres tubercules enveloppés dans des feuilles de bananier.

Le four polynésien est une méthode de cuisson d'aliments à l'étouffée. C'est un four en terre, souvent creusé dans un abri dédié. Des pierres volcaniques (souvent en basaltes) sont chauffées par le feu, puis on y place des aliments entourés de feuilles de bananier. Le tout est recouvert de feuilles (et/ou de bâches) puis de terre et quelques heures après, les aliments cuits sont déterrés et partagés. Les aliments cuits incluent des tubercules comme l'igname, le taro ou le fruit de l'arbre à pain, et des viandes comme le cochon.
Le four polynésien présente l'avantage de minimiser le combustible nécessaire à la cuisson par rapport à un feu classique, et permet de conserver la saveur des aliments avec une cuisson lente à basse température. Il est également adapté pour cuire de grande quantités (notamment après les récoltes) et a longtemps été associé à de grandes célébrations et fêtes coutumières rassemblant la population.
On retrouve le four enterré dans la plupart des îles de Polynésie : Polynésie française, Samoa, Hawaï, Wallis-et-Futuna, île de Pâques, Nouvelle-Zélande.., ainsi que dans le reste de l'Océanie, comme à Fidji, en Papouasie-Nouvelle-Guinée ou en Nouvelle-Calédonie, avec des variations locales. Il s'agit d'un mode de cuisson caractéristique de la cuisine polynésienne et océanienne, qui a connu des évolutions avec la christianisation et la colonisation, puis l'adoption dans certaines îles d'un mode de vie urbain et occidentalisé. Il constitue un marqueur culturel important.

## Répartition géographique
Le four en terre est le mode de cuisson le plus répandu dans le Pacifique, que ce soit dans des trous creusés ou en surface. C'est également le plus efficient en ressources pour cuire de grandes quantités de nourriture sur des îles où le bois est rare, par rapport au feu de bois classique. On le retrouve dans toute la Polynésie. Il est similaire au bougna préparé par les Kanak en Nouvelle-Calédonie, même si dans le bougna, tous les aliments cuisent ensemble, tandis que dans le four polynésien, les aliments sont emballés séparément. On trouve également des fours similaires en Papouasie-Nouvelle-Guinée.
En Polynésie française, avant le contact et la colonisation française, on retrouve différents types de fours : certains à usage domestique et quotidien, situés près des habitations et de forme ronde, et d'autres à usage cérémoniel, situés près des lieux de culte et de forme rectangulaire. Différents fours existent en fonction des aliments qui y sont cuits : four pour les fruits de l'arbre à pain, four à tortue, à requin...
En archéologie, le four polynésien est également comparé à d'autres fours enterrés retrouvés en Europe et datant de la Préhistoire. Cette comparaison entre deux zones et deux époques différentes est néanmoins critiquée et d'autres termes lui sont préférés, comme « foyer à pierres chauffantes » ou « structure de combustion à pierres chauffantes ».

## Dénomination
Le four polynésien possède plusieurs noms dans les langues polynésiennes. Le terme le plus fréquent, et dont l'origine remonte au proto-malayo-polynésien, est *qumu,. Ainsi, le four est appelé 'umu à Wallis, 'umu aux Tonga et aux Samoa, umu kaikai en marquisien, umu'ai dans les îles Australes, umu dans les îles Gambier. D'autres termes existent toutefois : en maori de Nouvelle-Zélande, le four est nommé umu mais la méthode de cuisson est dénommée hāngi, et en tahitien, ce four s'appelle ahi mā'a ou ahimā'a (du tahitien ahi « feu » et mā'a « nourriture »). À Hawaï, la méthode de cuisson enterrée est le kalua ; le four en lui-même est dénommé imu. En dehors de la Polynésie, les fours enterrés similaires sont appelés motu dans les îles Salomon, lovo aux Fidji, ou encore mumu en Papouasie-Nouvelle-Guinée. 

## Description

### Réalisation
Le four polynésien est généralement réalisé en creusant un trou dans la terre (de 40 à 50 cm de profondeur et au moins un mètre de diamètre à Tahiti; aux îles Marquises, ils peuvent aller d'un à deux mètres de diamètre et un à deux mètres de profondeur) au fond duquel on place du bois et des noix de coco sèches, le tout recouvert de pierres volcaniques et poreuses. On met le feu au bois, ce qui fait chauffer les pierres au rouge : elles atteignent généralement des températures de 300 °C à 500 °C. La nourriture, enveloppée dans des feuilles de bananier, est déposée sur les pierres chaudes, puis l'ensemble est recouvert de terre ou de sable. Le four polynésien cuit pendant plusieurs heures avant d'être déterré.
La préparation d'un four tahitien (ahi mā'a) se fait en dix étapes.

Réalisation d'un four polynésien
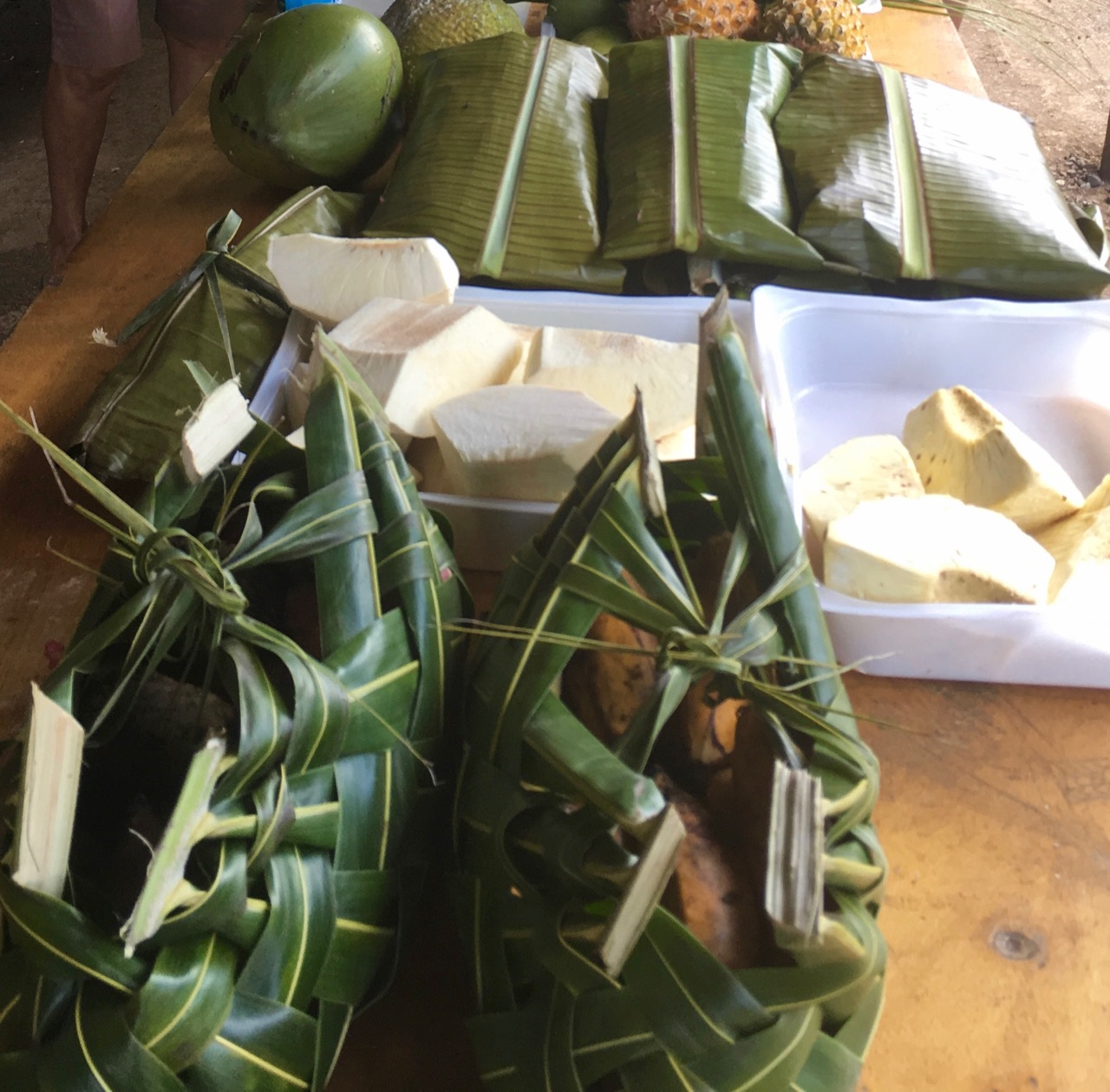
Aliments emballés dans des paniers en feuilles de pandanus.
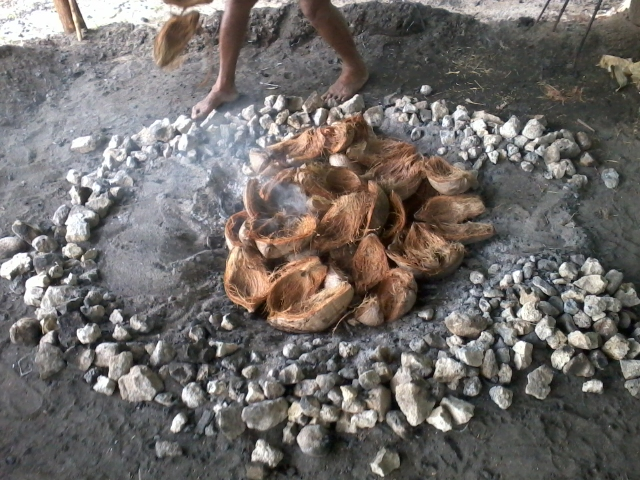
De la bourre de coco est disposée au fond du four, pour brûler rapidement (Wallis, 2015).
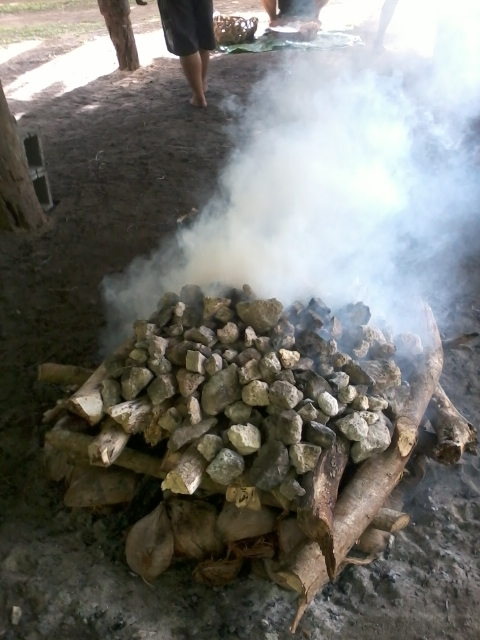
Du bois est ajouté au feu ; les pierres volcaniques sont mises sur le feu et chauffent à plusieurs centaines de degrés (Wallis, 2015).
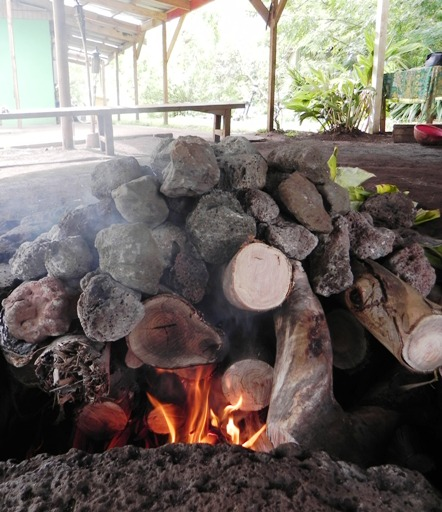
Le feu démarre sous les pierres (île de Pâques, 2011).
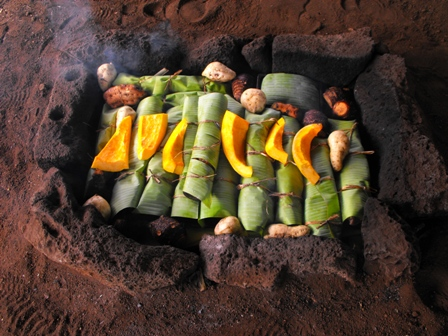
Aliments disposés sur les pierres chaudes (île de Pâques, 2011).
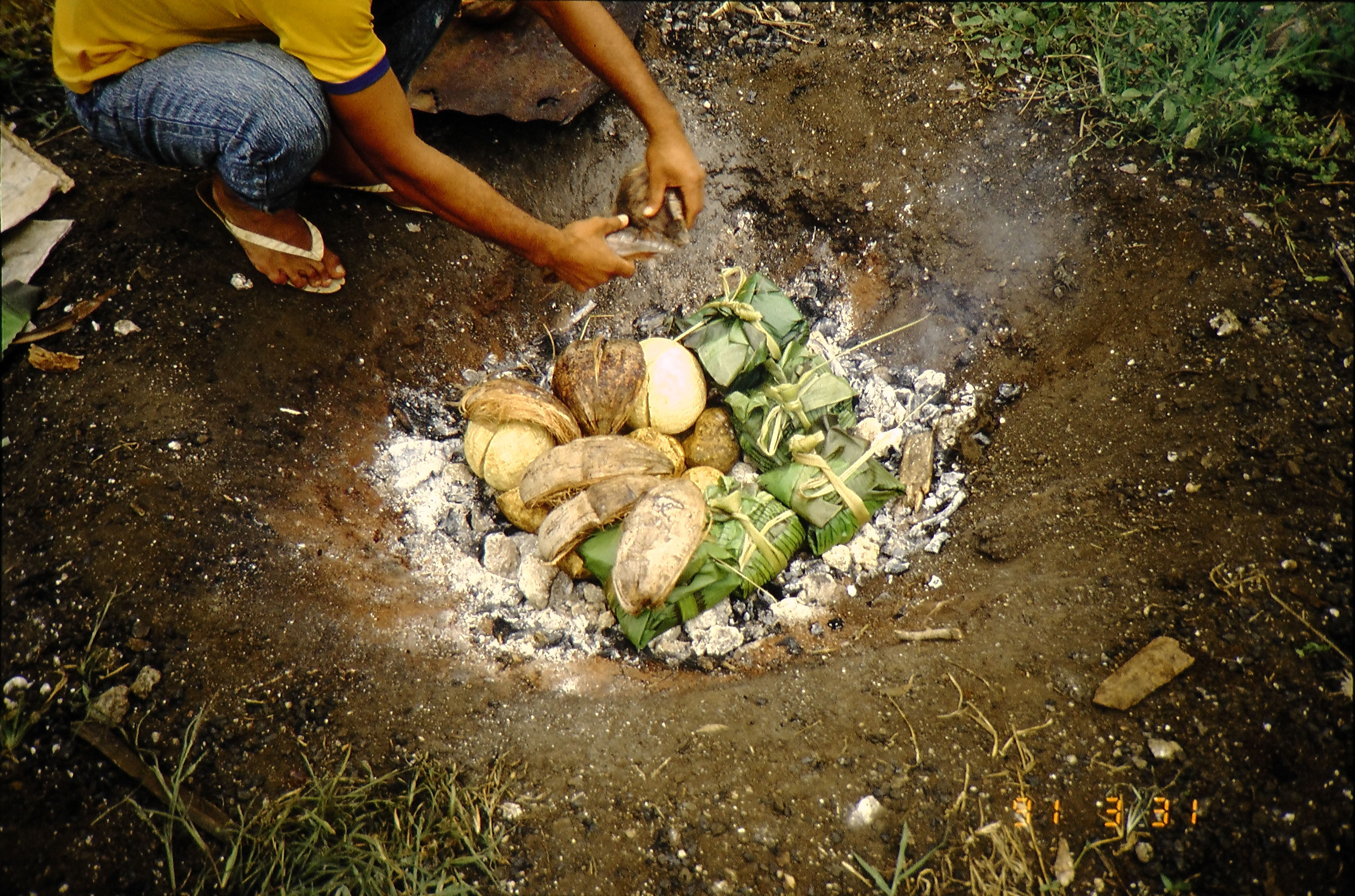
Aliments placés sur les pierres chaudes, dans un four enterré ('Eua, Tonga, 1991).
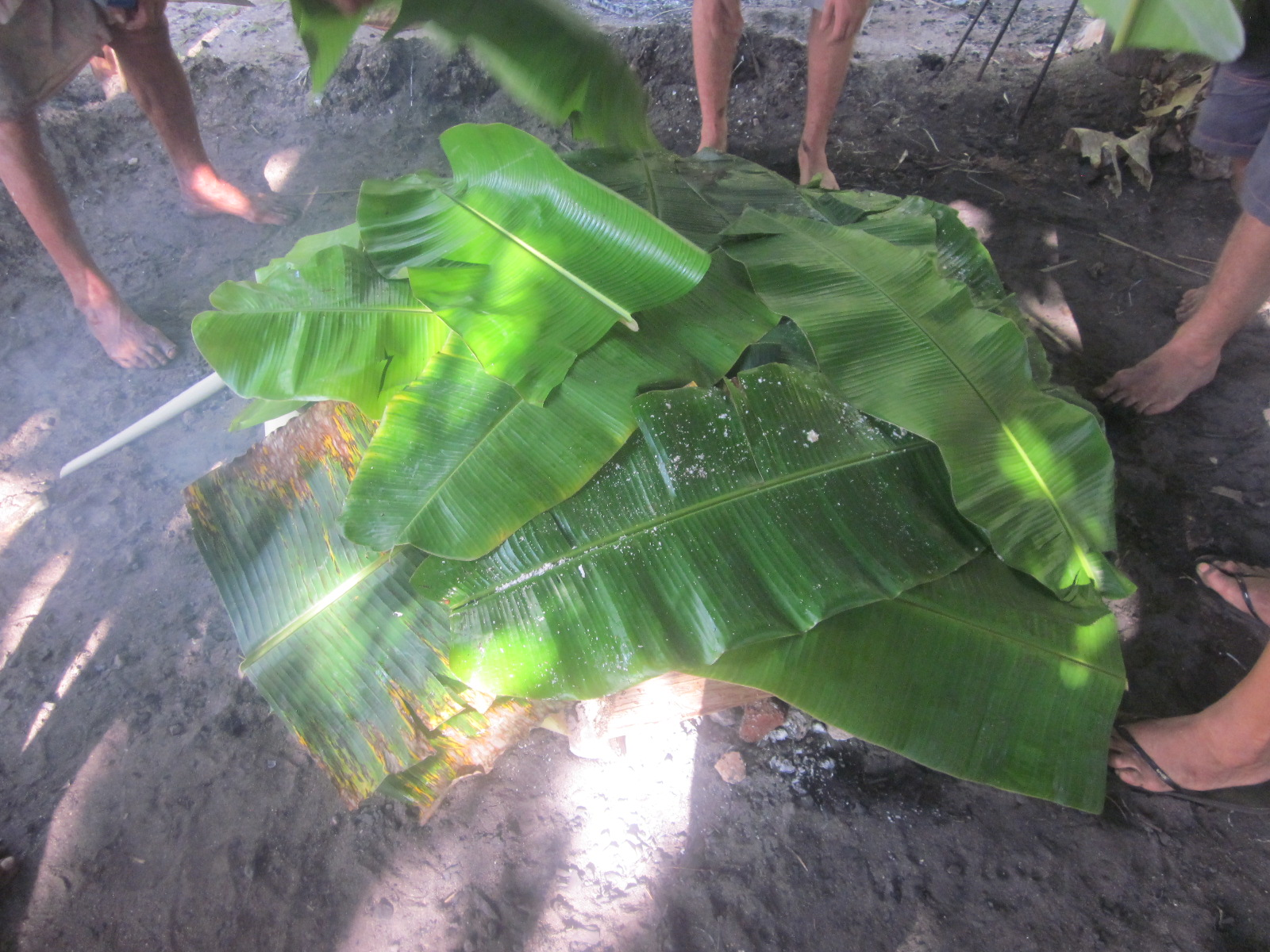
Les aliments sont recouverts de feuilles de bananier (Wallis, 2015).
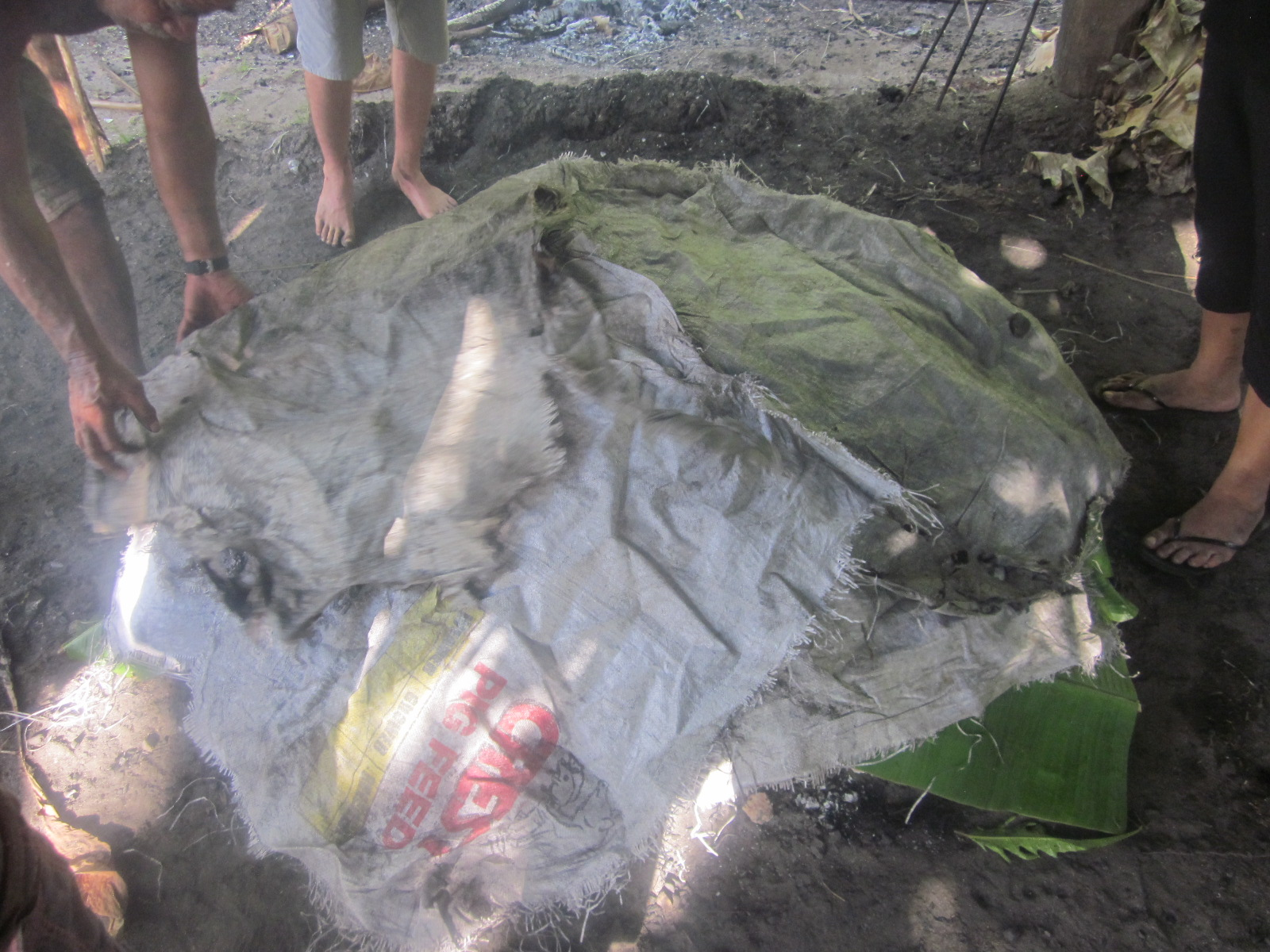
Four recouvert de sacs de jute (Wallis, 2015)
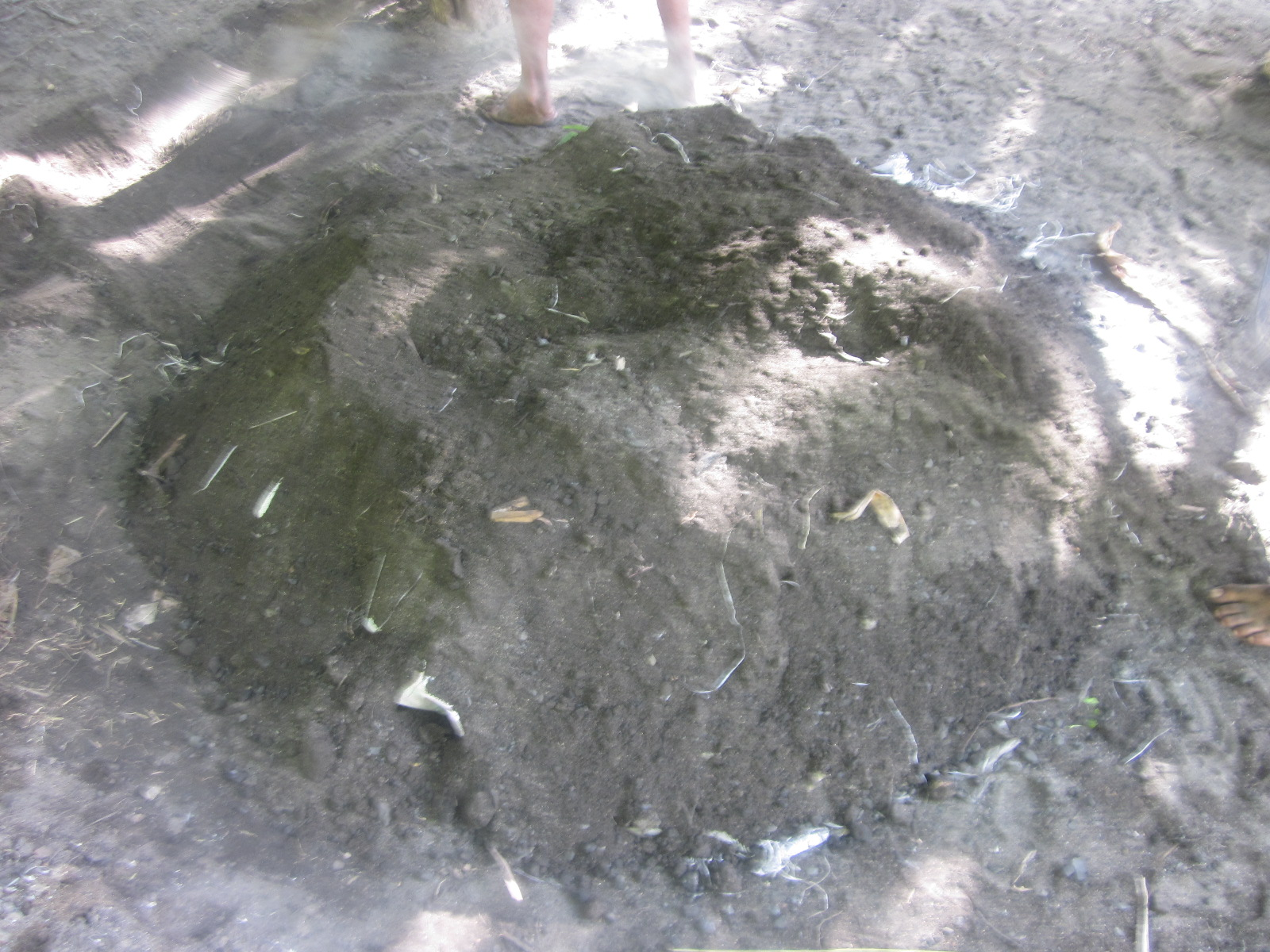
Four recouvert de terre (Wallis, 2015).
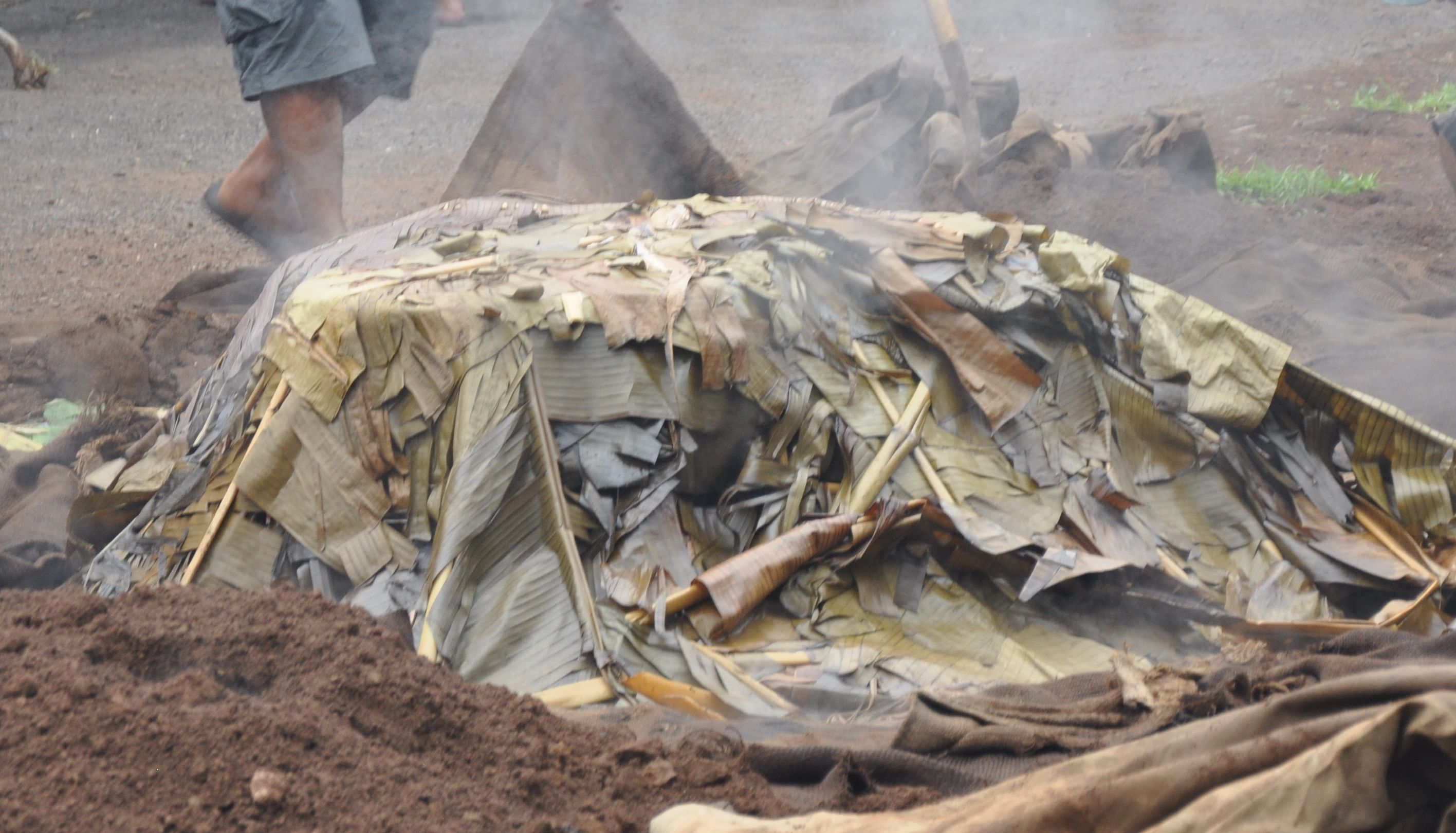
Le four, recouvert de feuilles de bananier, est déterré (Tahiti, 2015).
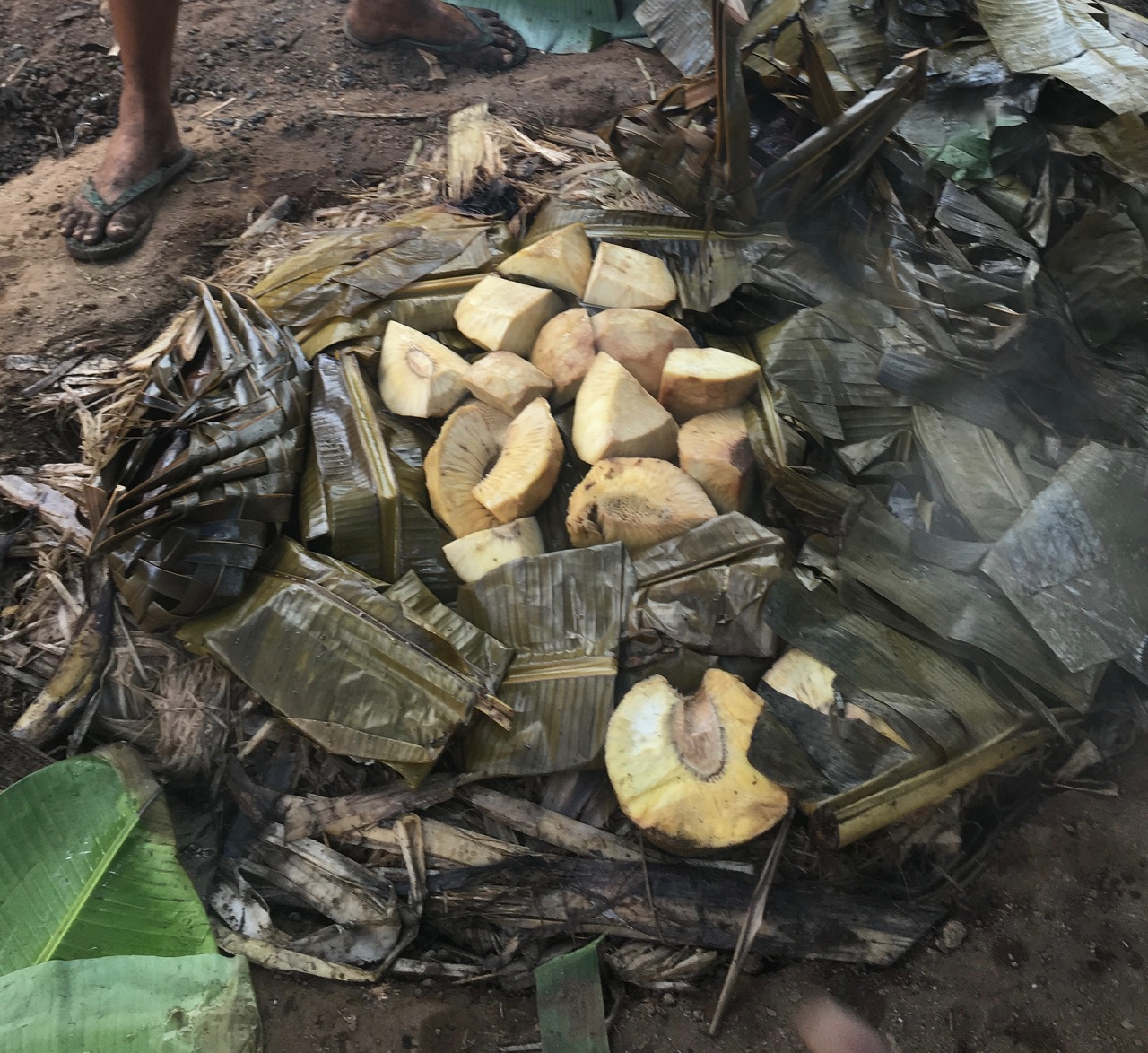
Aliments cuits (tels que des fruits de l'arbre à pain) à la sortie du four (Tahiti, 2018).
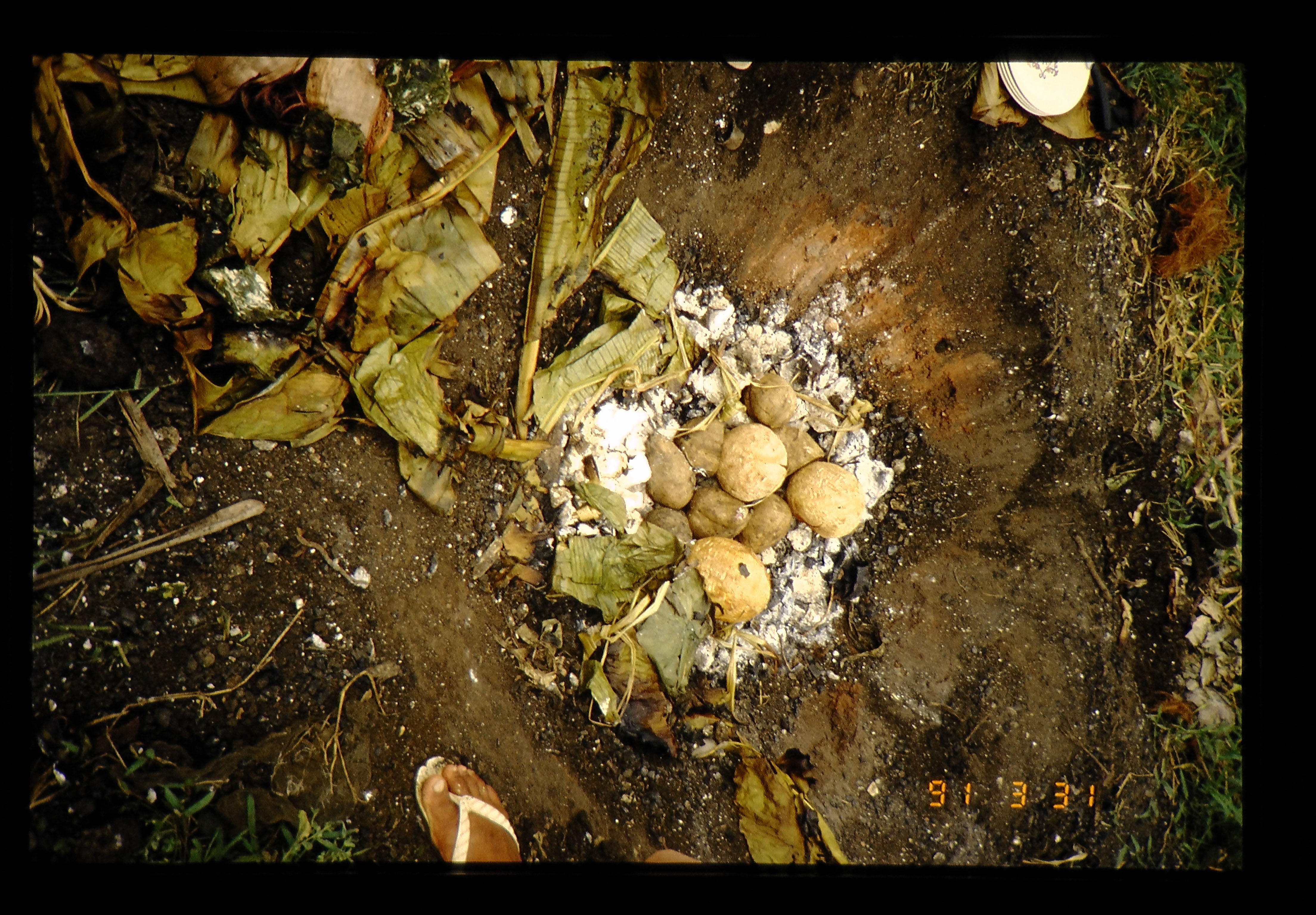
Restes du four après ouverture et retrait d'une partie des aliments ('Eua, 1991).

La taille du four varie selon la quantité de nourriture à cuire, ainsi que son usage.

#### Préparation du four et des aliments

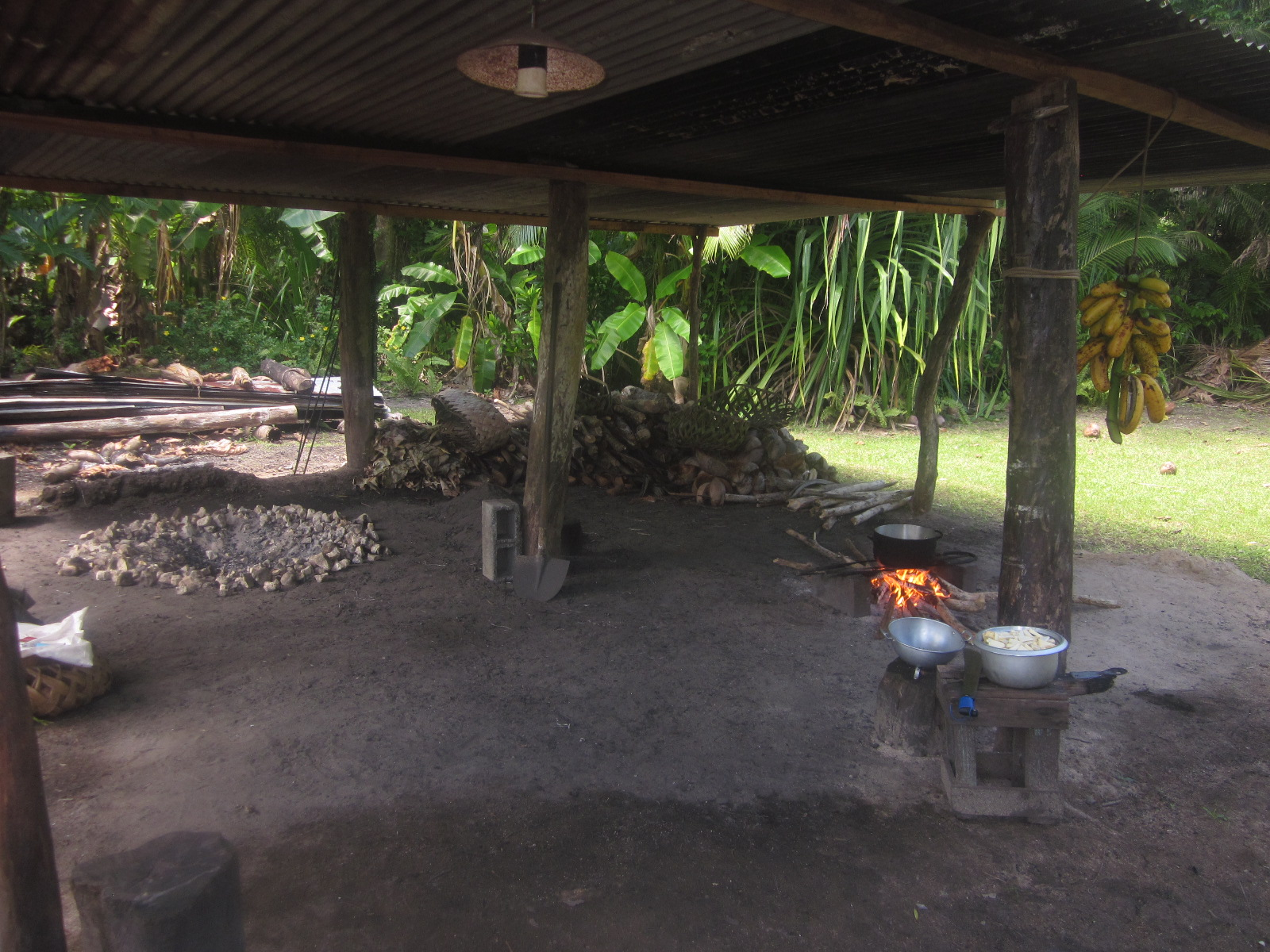
Un abri pour faire la cuisine (paito, avec un endroit pour faire le four, à Wallis (2015).

Le four polynésien se situe généralement dans un endroit dédié à la cuisine, près des habitations. À Wallis-et-Futuna, ce lieu s'appelle le païto ou ma'umu en futunien. C'est généralement un abri pour protéger le four de la pluie et du vent. À l'origine recouvert de branches et de feuilles, cet abri est, au XXIe siècle, généralement recouvert de tôles. Il est également possible qu'un trou soit creusé pour l'occasion, en dehors de tout abri dédié. Pendant la préparation du feu par certains, d'autres personnes s'occupent de la préparation des aliments.

#### Allumage et entretien du feu
Aux îles Marquises, ainsi que dans le reste de la Polynésie, le feu était allumé à l'aide d'un bâton d'Hibiscus tiliaceus frotté contre la fente d'un autre morceau de bois, créant des poussières qui s'enflamment avec la chaleur produite. Le feu est ensuite alimenté avec du bois pour réchauffer les pierres. Une fois ces dernières chauffées au rouge, le bois restant est retiré et les pierres sont réparties sur toute la surface du four. Les bois utilisés aux Marquises sont surtout du Thespesia populnea et du Sapindus saponaria, deux espèces de bois dense et dur pouvant brûler pendant longtemps en atteignant des températures élevées. À Tahiti, où le bois était moins disponible et nécessitait des expéditions pour s'en procurer, des écorces de noix de coco sont utilisées car elle se consument lentement. Plus généralement, c'est le cas sur les atolls où le bois est moins disponible. Au XXIe siècle, il n'est pas rare que de l'essence soit utilisée pour accélérer la combustion, notamment à Tahiti. 
Les pierres volcaniques employées pour le four polynésien sont généralement du basalte. À Tahiti, elles sont récoltées dans les lits des rivières, « en les choisissant scrupuleusement pour éviter qu'elles n'éclatent à la cuisson », basaltiques et poreuses.

#### Dépose des aliments
Une fois que les pierres ont atteint une température adéquate (de 300 °C à 500 °C), elles sont réparties uniformément sur le fond du four puis recouvertes de branches, des feuilles d'hibiscus, ou plus récemment des feuilles de bananier, afin d'éviter un contact direct de la nourriture avec les pierres. Les aliments sont enveloppés dans des feuilles, les liquides dans des noix de coco évidées. Les poissons peuvent également être enveloppés dans des feuilles. Au XXIe siècle dans certaines îles, comme à Tahiti, les aliments sont de plus en plus enveloppés dans du papier aluminium. 

Lorsqu'un animal, comme un cochon, doit être cuit dans le four, il est amené sur les lieux et tué. Ses poils sont ensuite arrachés en jetant le corps de l'animal à plusieurs reprises sur le feu, afin de les brûler pour les enlever plus facilement. Les entrailles de l'animal sont ensuite retirées par l'arrière ; le corps peut être fourré avec des pierres chaudes pour accélérer la cuisson. 

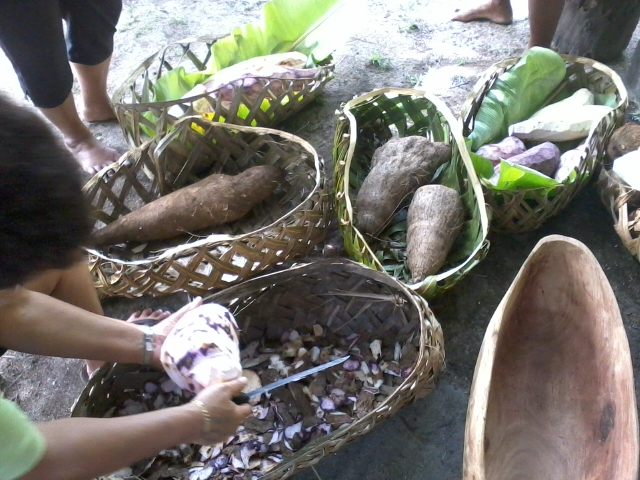
Des femmes épluchent des tubercules (ignames, taros) au couteau (Wallis, 2015).
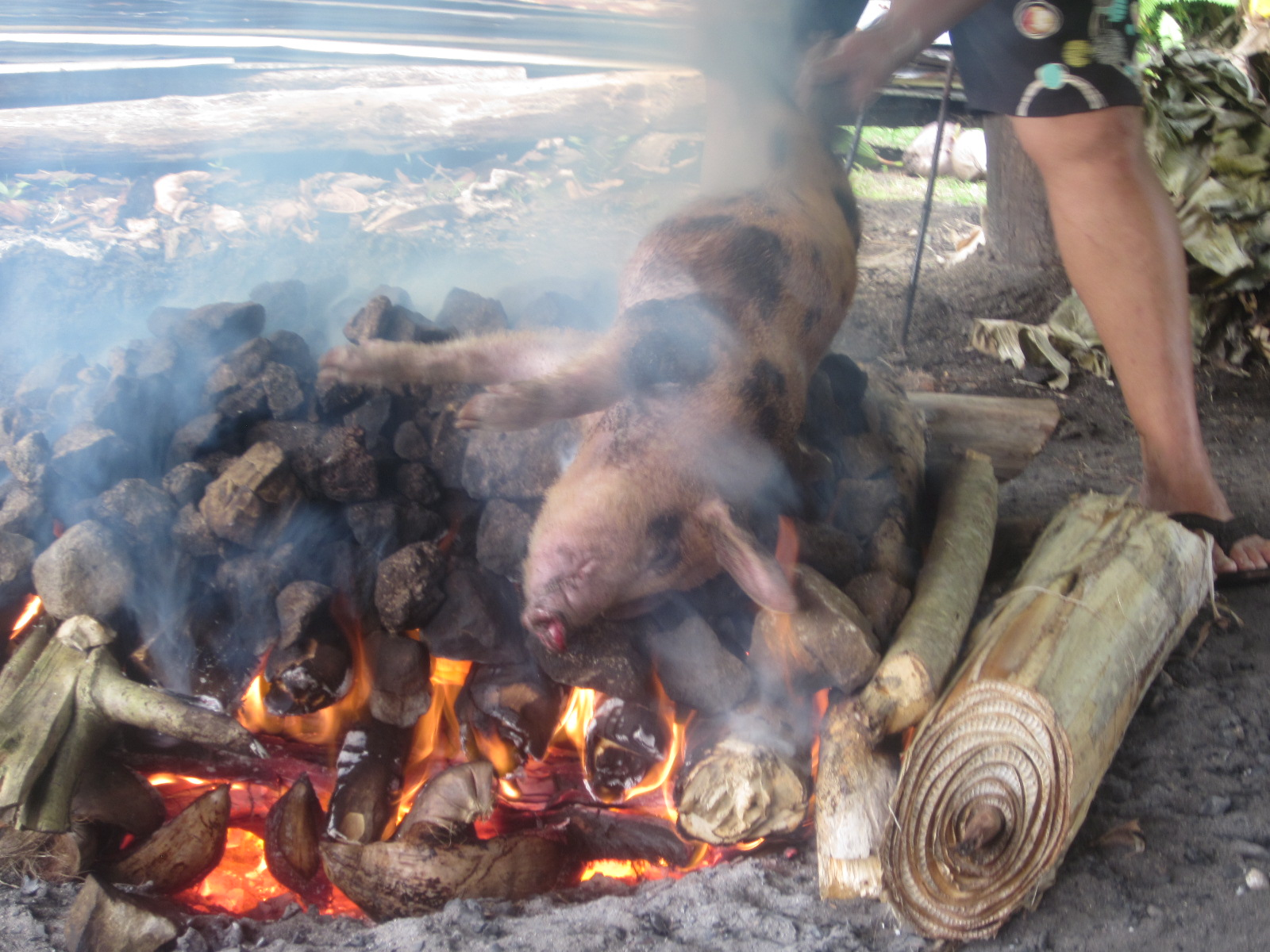
Un cochon mort est jeté sur le feu en le tenant par les pattes arrière pour brûler ses poils (Wallis, 2015).
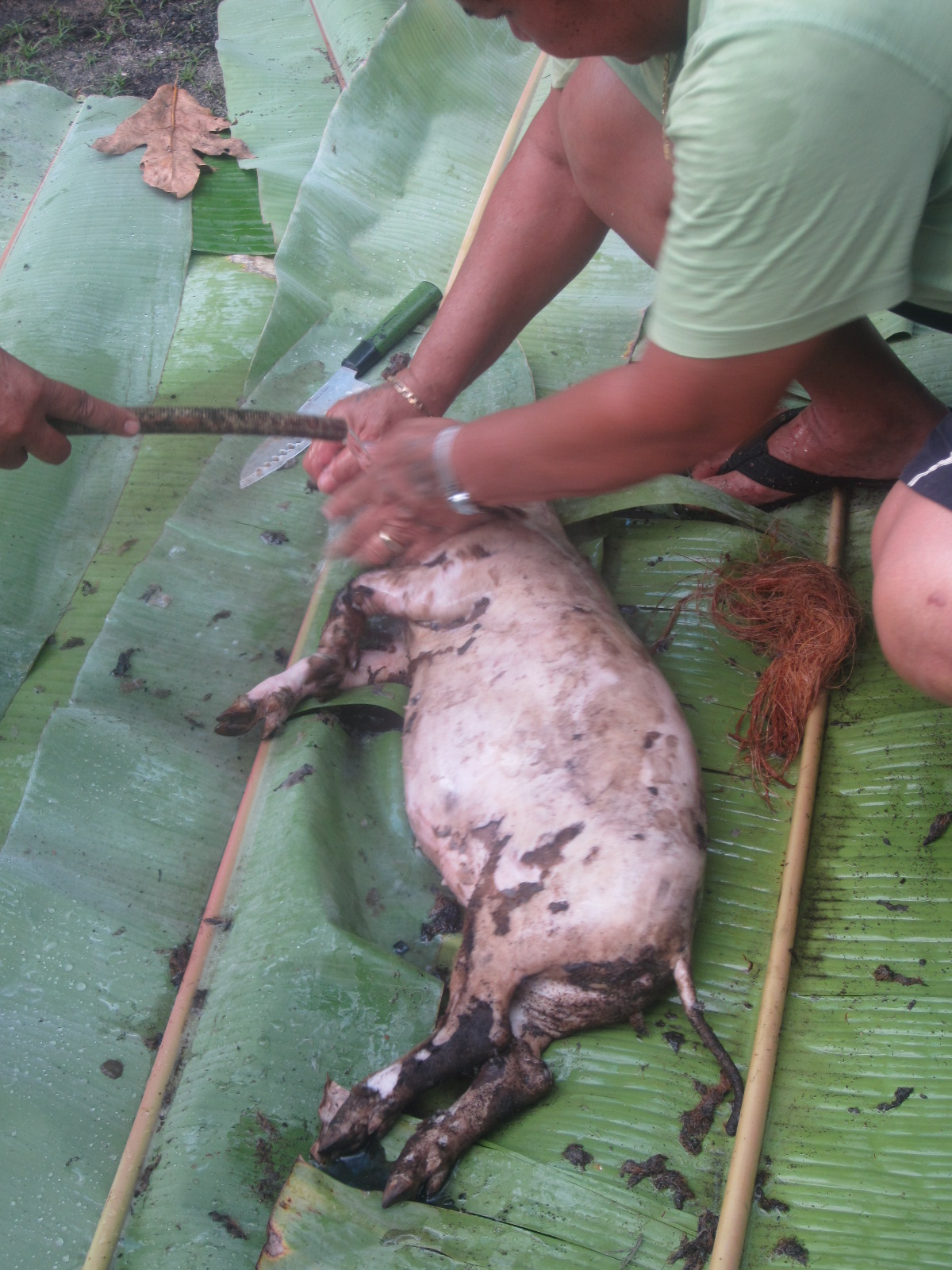
Les poils du cochon sont retirés (Wallis, 2015).
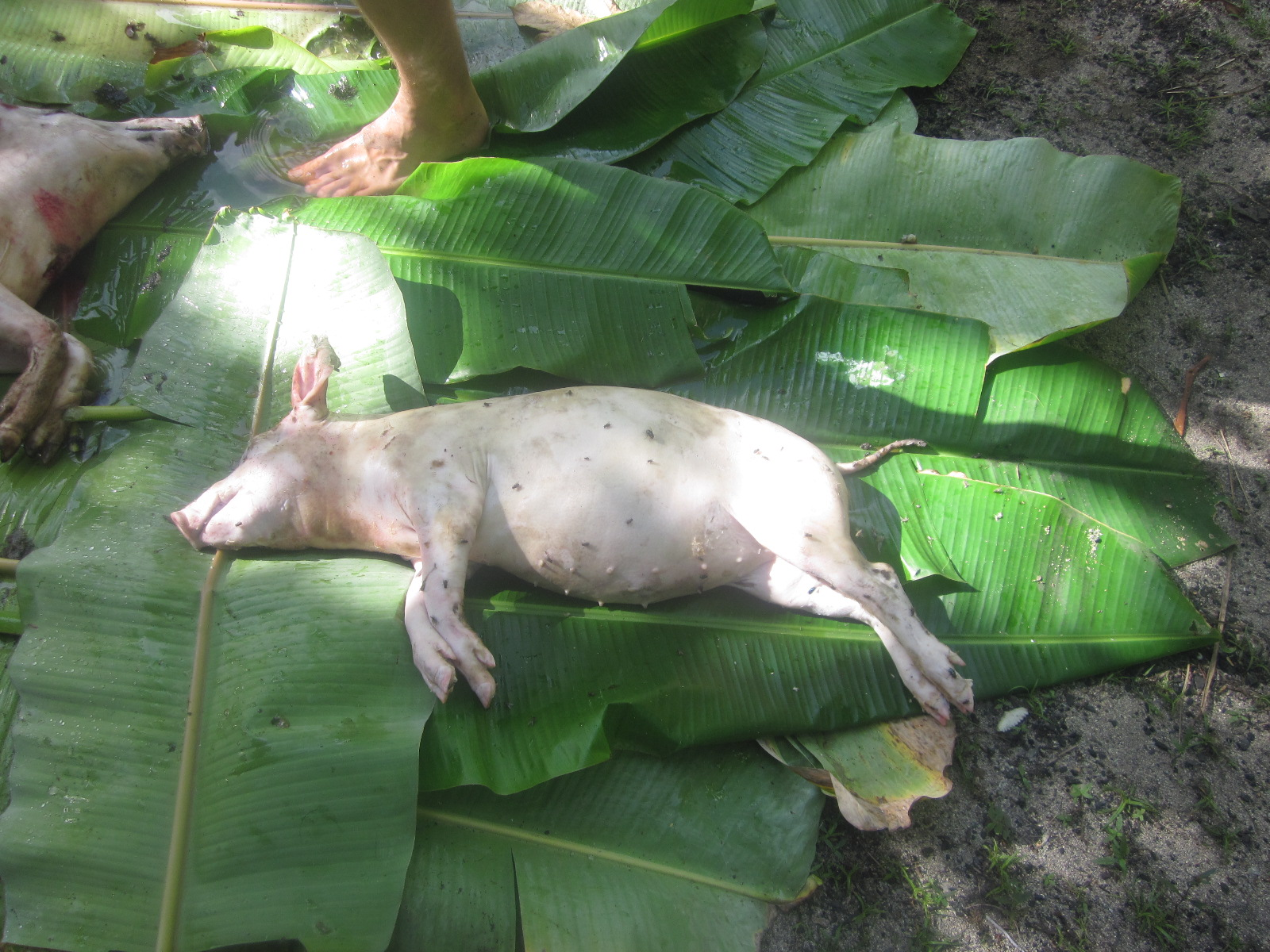
Le cochon nettoyé (Wallis, 2015).
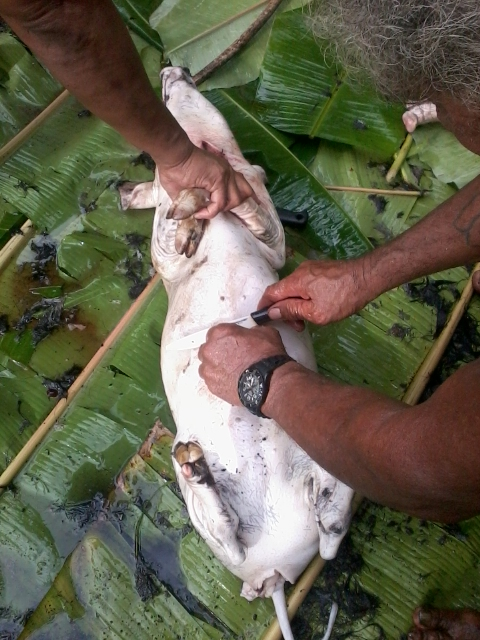
Ouverture du cochon pour lui retirer les viscères (Wallis, 2015).
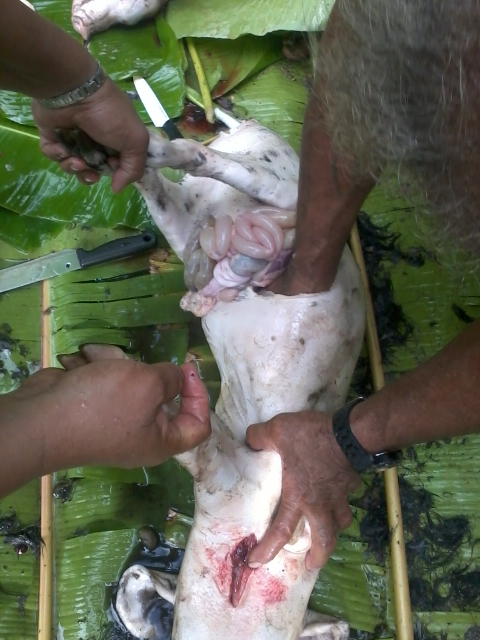
Retrait des viscères du cochon (Wallis, 2015).
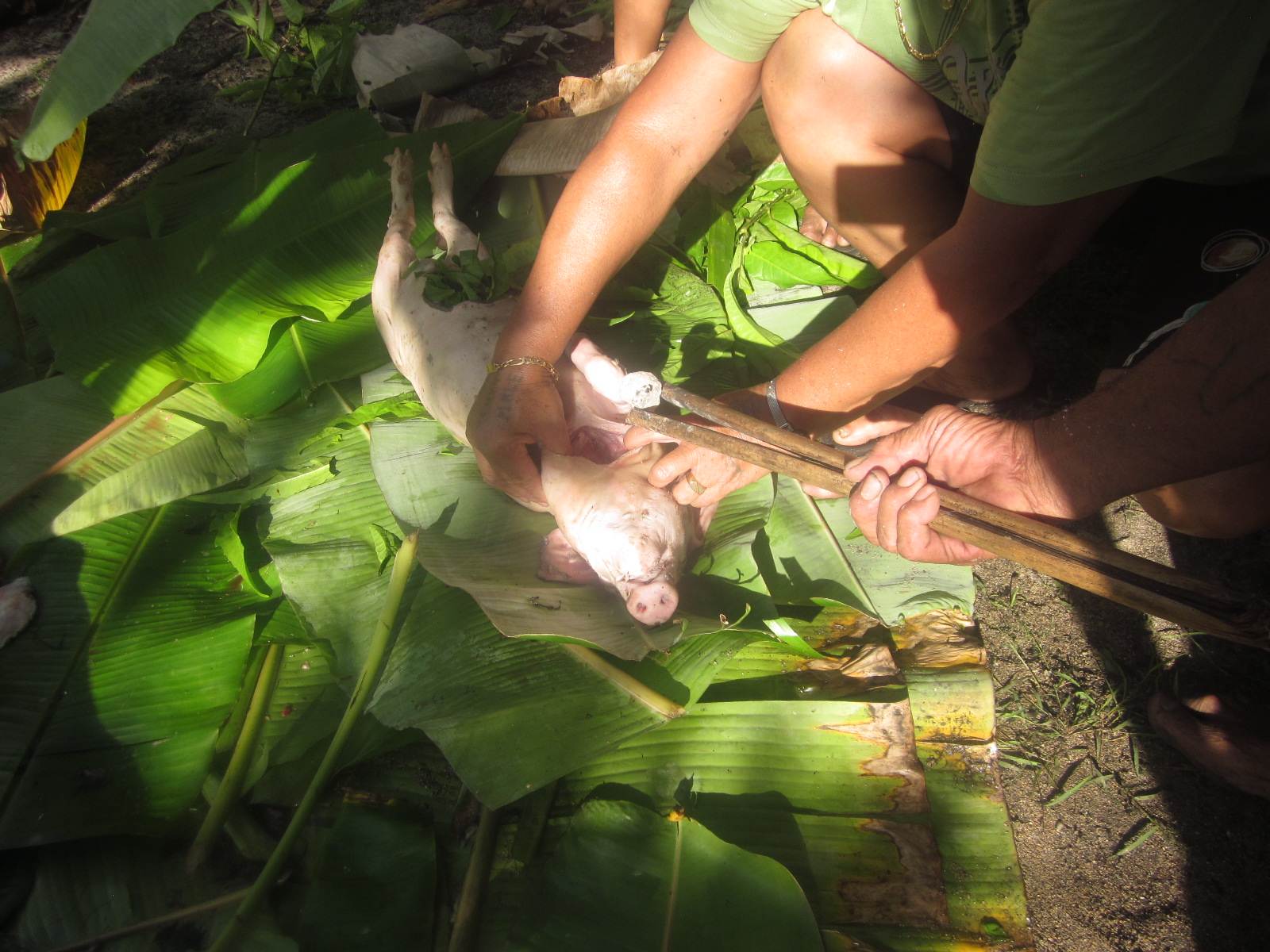
Des pierres sont mises à l'intérieur du cochon (Wallis, 2015).

#### Fermeture du four

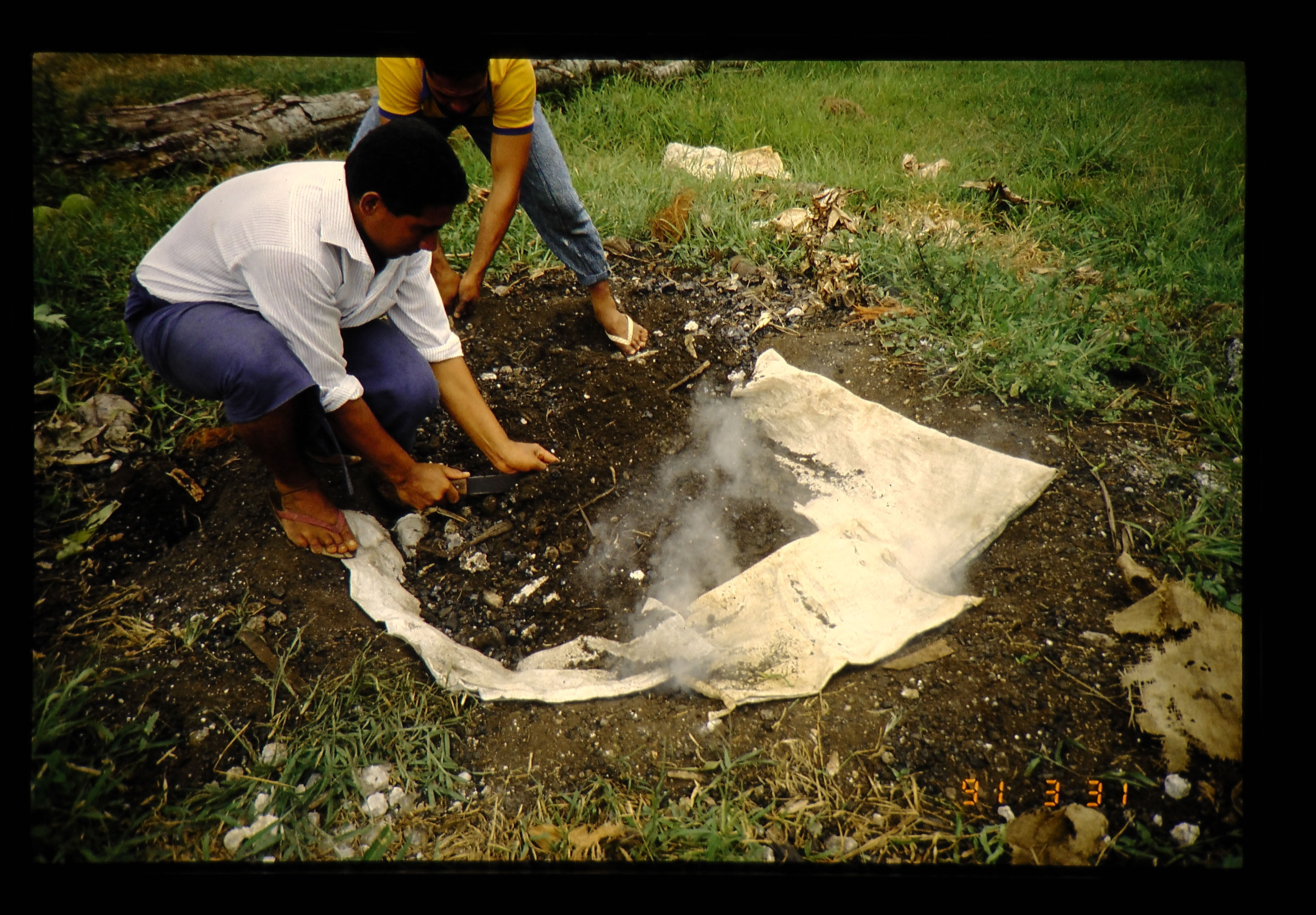
Déterrage du four sur l'île de 'Eua aux Tonga en 1991. Il a été recouvert de toiles et de terre ; noter la fumée qui sort.

Une fois posés sur les pierres, les aliments sont recouverts par des feuilles de Thespesia (aux Marquises) ou de feuilles de bananier puis d'une couche de terre, ce qui permet d'isoler thermiquement le four : la nourriture peut alors cuire lentement à l'étouffée. Ces feuilles apportent l'humidité nécessaire à la cuisson. La durée de la cuisson dépend de la quantité de nourriture à cuire et des aliments présents, en général entre deux et six heures. « Aucune indication précise n'est donnée sur la façon dont les anciens Tahitiens pouvaient connaître la durée exacte de cuisson en fonction des ingrédients contenus dans le four ». Au XXIe siècle, à Tahiti, des bâches en plastique sont ajoutées par dessus les feuilles de bananier pour assurer l'étanchéité du four. Dans d'autres endroits de Polynésie, des bâches en toile sont utilisées.

#### Ouverture du four

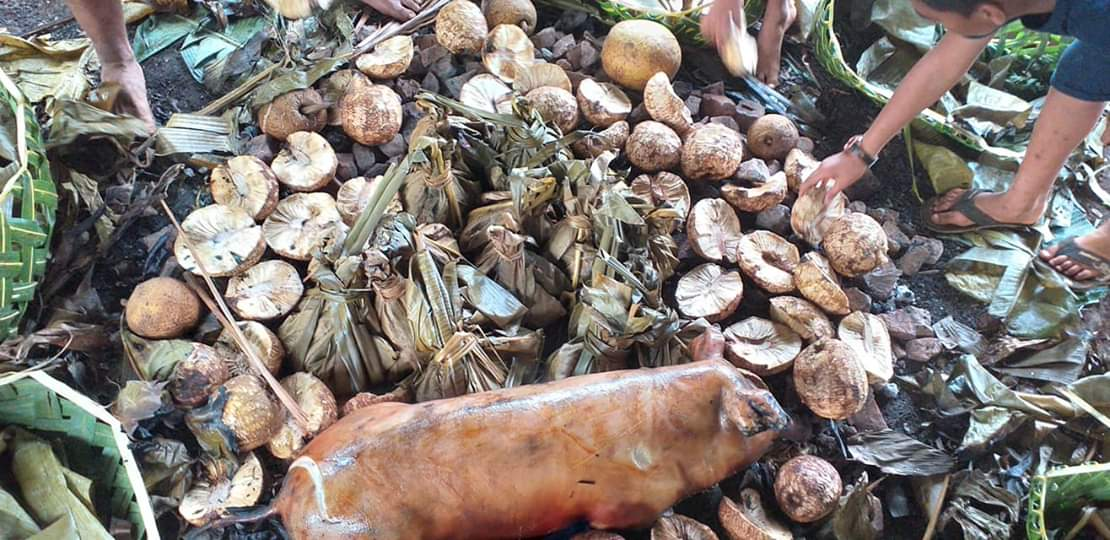
Aliments cuits après plusieurs heures dans un 'umu, à Wallis.

Une fois la cuisson terminée, généralement après plusieurs heures, la terre est retirée, les feuilles de bananier enlevées et les aliments cuits sont découpés et distribués pour être mangés.

### Rôles genrés
Les rôles des personnes préparant le four enterré sont genrés. Aux hommes revient le creusement du four (le cas échéant), la préparation du feu et l'allumage, ainsi que la préparation des viandes (mise à mort, nettoyage et vidage des cochons notamment). Les hommes s'occupent ensuite de mettre les mets sur les pierres chaudes, de recouvrir le four et de le déterrer une fois qu'ils estiment la cuisson terminée. Aux femmes est dévolu la préparation des feuilles pour envelopper les aliments et pour recouvrir le four, la préparation des aliments (éplucher les tubercules notamment). La préparation du four est donc majoritairement une activité masculine.

## Aliments cuisinés

### Aliments

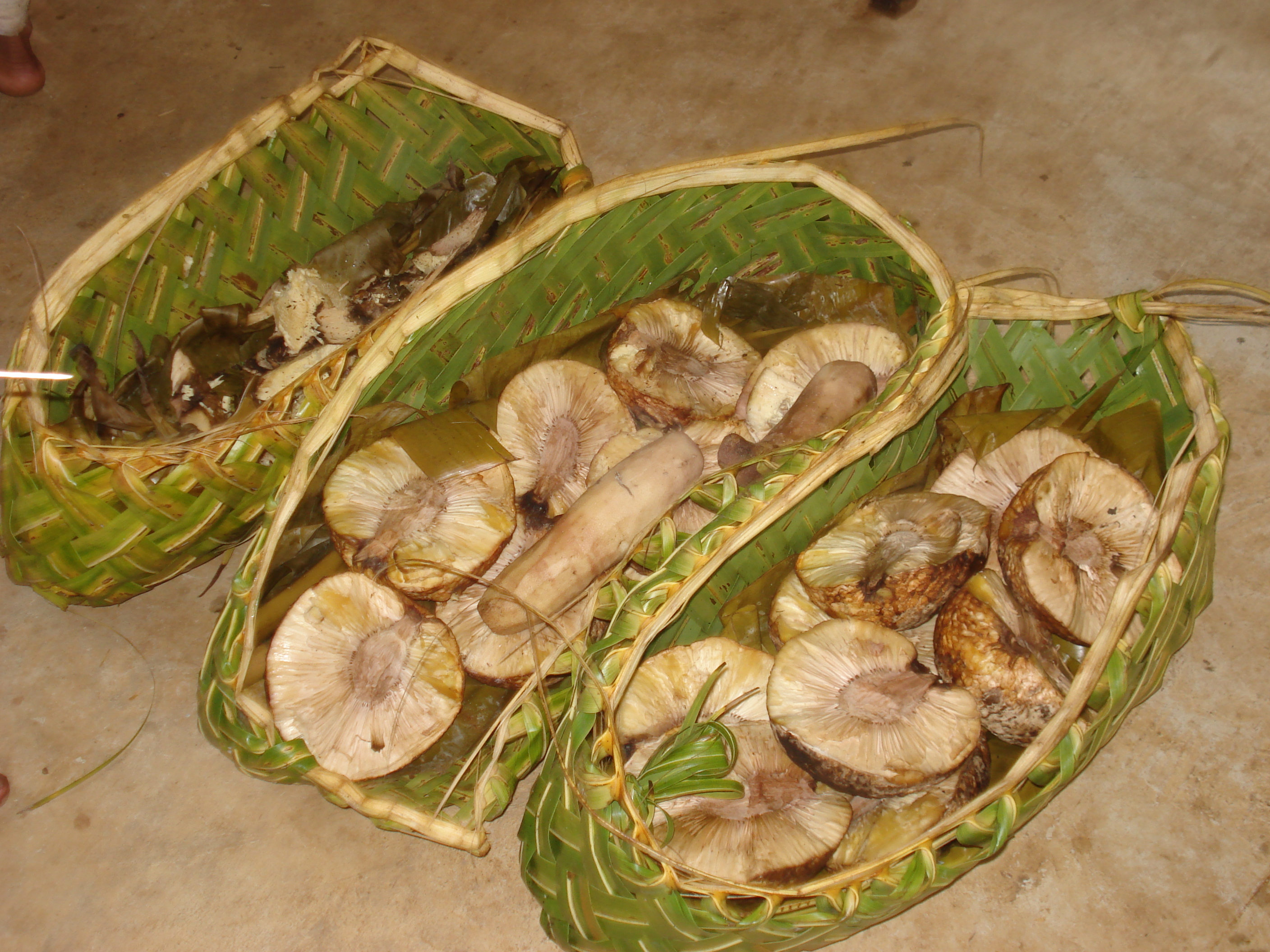
Des fruits de l'arbre à pain et des tubercules après avoir été cuits au four enterré, à Wallis-et-Futuna (2008).

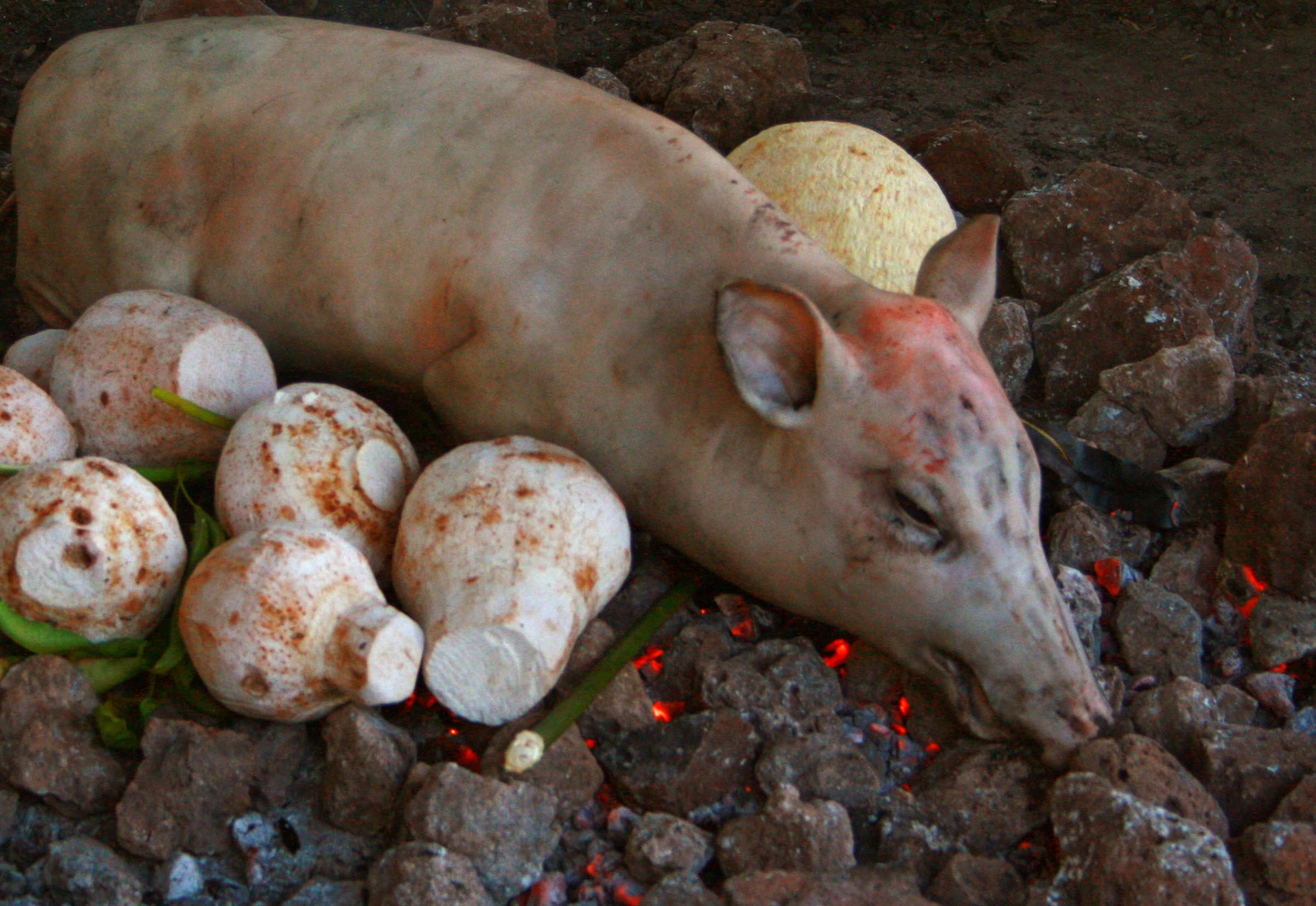
Cochon posé sur un umu aux Samoa (2007).

En général, les aliments cuisinés dans le four polynésien font partie de l'alimentation quotidienne : fruit de l'arbre à pain, des tubercules comme l'igname, le taro ou la patate douce, ainsi que des animaux comme les cochons ou des poissons.
En Polynésie française, différents mets sont cuits dans un ahi mā'a[réf. souhaitée] :
- avaro et faraoa 'ipo (pains paumotu et tahitien respectivement)
- pua'a 'oviri (cochon sauvage) ;
- uru (fruit de l'arbre à pain) ;
- taro ;
- fe'i (banane orange qu'on ne mange que cuite) ;
- eia (poisson du large) ;
- po'e (dessert (gelée) qu'on emballe, par petits paquets, dans des feuilles de bananier) ;
- fāfā (un épinard qu'on met dans une marmite) ;
- manioc.

Traditionnellement, le ahi mā'a est préparé le samedi pour être ouvert le lendemain et servi après l'église ou le temple[réf. souhaitée].
À Tahiti, ainsi qu'aux Tonga ou à Rarotonga (îles Cook), la récolte annuelle des fruits de l'arbre à pain était suivie de leur cuisson dans de très grands fours collectifs. Cela donnait lieu à de grands festins pendant plusieurs semaines au cours desquels la population mangeait en abondance.
Dans les sociétés polynésiennes pré-chrétiennes, parmi les viandes cuisinées au four, on retrouve le cochon, ainsi que le chien. Il s'agit d'un mets considéré comme supérieur à la viande de porc et consommé de manière rituelle ou offert en sacrifice aux chefs, en particulier à Tahiti ou aux Marquises. À Hawaï, où les cochons sont peu nombreux, les chiens sont régulièrement cuisinés de manière cérémonielle. Le chien est également une viande cérémonielle aux Samoa. Au début du XIXe siècle, les missionnaires occidentaux, choqués par cette pratique, la font interdire en même temps qu'ils cherchent à briser l'interdit (tapu) de la consommation de tortue, animal sacré par excellence. Cela a lieu aussi bien aux Samoa, à Rurutu ou à Hawaï. La consommation du chien est perçue par les Européens comme le manque de civilisation des populations polynésiennes. Depuis 1959, la consommation de chien est interdite en Polynésie française, même si la population continue encore d'en manger dans les années 2010.

### Cuisson et goût
Le four enterré fournit une cuisson à l'étouffée, lente et à basse température : elle permet à la fois de s'assurer de la cuisson à cœur d'aliments comme la viande ou les tubercules (par rapport à une fumaison ou une cuisson au-dessus d'un feu), tout en évitant de brûler les aliments. Cette méthode conserve également la saveur originelle des aliments, sauf s'ils sont mélangés. Il est ainsi possible de placer du taro à côté de viandes pour qu'elles en absorbent le goût.

## Signification symbolique
La cuisson des aliments dans le four en terre en Polynésie revêt également un caractère symbolique : « le four permet par sa cuisson "obscure" le passage des aliments d'un statut de cru, naturel et sacralisé, à celui de cuit, culturel et rendu profane, donc apte à la consommation humaine ». La nourriture passe d'un état obscur à lumineux à travers son passage dans le four, de la même manière que les tubercules sont d'abord enfouies dans le sol avant de sortir de terre pour pouvoir être mangées, et que les cochons sont dans les abris derrière les maisons. Cette transformation se fait en enveloppant les aliments. Serge Tcherkézoff note que le terme le plus répandu en Polynésie signifie à la fois « four enterré » et « recouvrir».
La préparation du four étant une activité essentiellement masculine, et ce dans toute l'Océanie, il joue également un rôle symbolique pour les hommes : « le four présent[e] les caractéristiques d'un ventre fertile (chaleur, humidité, clôture et protection) » et joue un rôle de « gestation » des aliments. À travers le four, les hommes effectuent un travail similaire à celui des femmes, qui donnent naissance, c'est « un moyen plus social et rituel que biologique de donner la vie ».
Au XXIe siècle, le four polynésien représente un élément important de l'identité culturelle des Polynésiens expatriés en Nouvelle-Zélande, Australie, Nouvelle-Calédonie ou France métropolitaine. C'est une occasion de se retrouver et d'affirmer leur appartenance à leur culture d'origine.

## Évolution historique

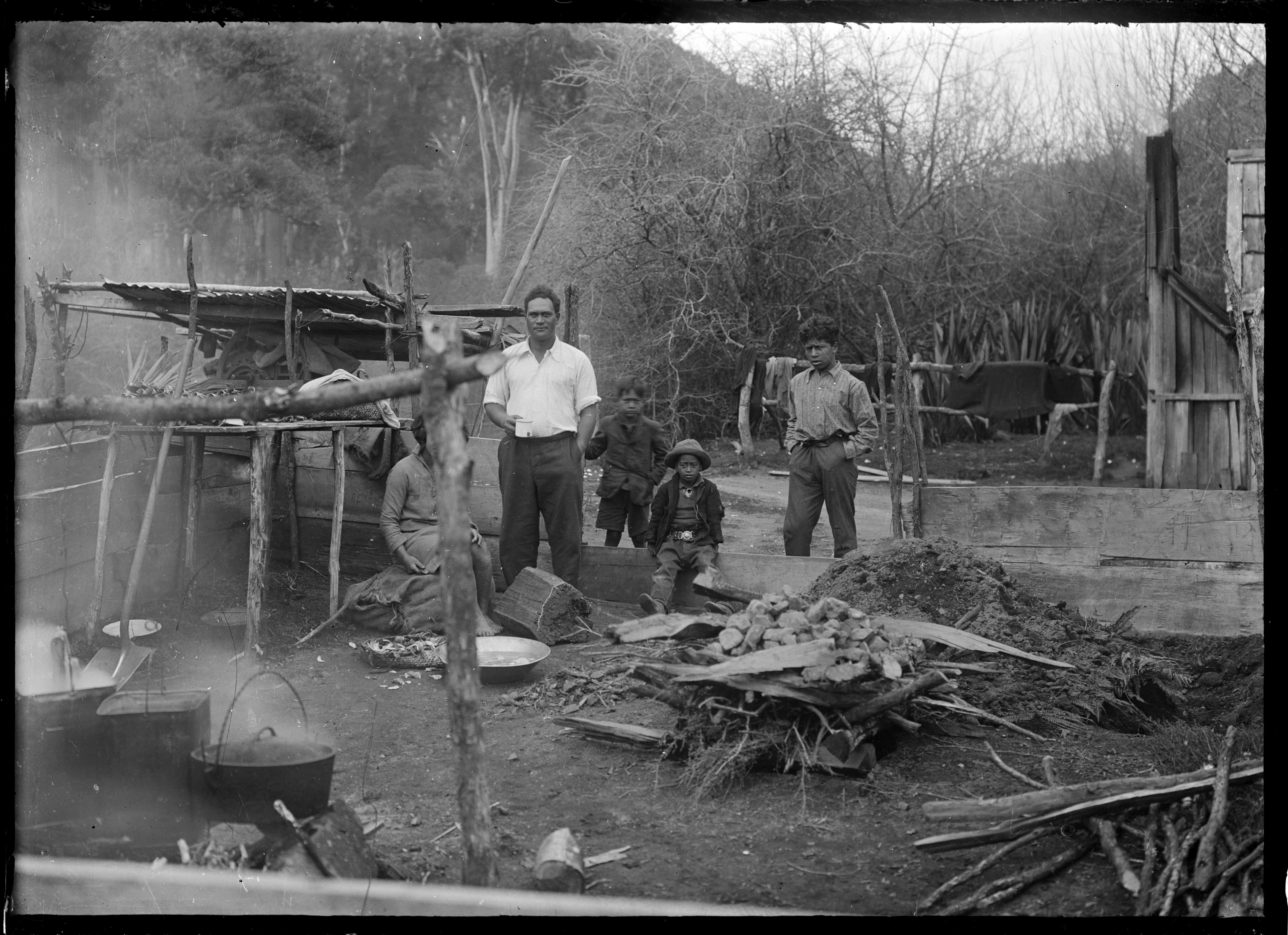
Un hāngi préparé en Nouvelle-Zélande en 1930.

La pratique du four polynésien a évolué avec le temps. Avant la christianisation de la Polynésie, les fours sont employés à la fois pour la consommation quotidienne et pour des grandes cérémonies religieuses au cours desquelles une quantité importante de nourriture est cuisinée. Les quantités de nourriture sont destinées à de nombreuses personnes et il est difficile de cuire plus d'un four par jour. Ainsi, à Hawaï ou en Nouvelle-Zélande avant la colonisation, les fêtes collectives peuvent entraîner la cuisson au four de plusieurs centaines de cochons et des milliers de patates douces. L'effort fourni pour cuire les aliments s'avère très important pour juger de l'efficacité du festin collectif. Comme le note Roger Haden, « les 'umu sont clairement des évènements ».
Après la conversion des Polynésiens au christianisme au XIXe siècle et avec la colonisation de la région, « son utilisation cérémonielle revêt un caractère moins festif ». 

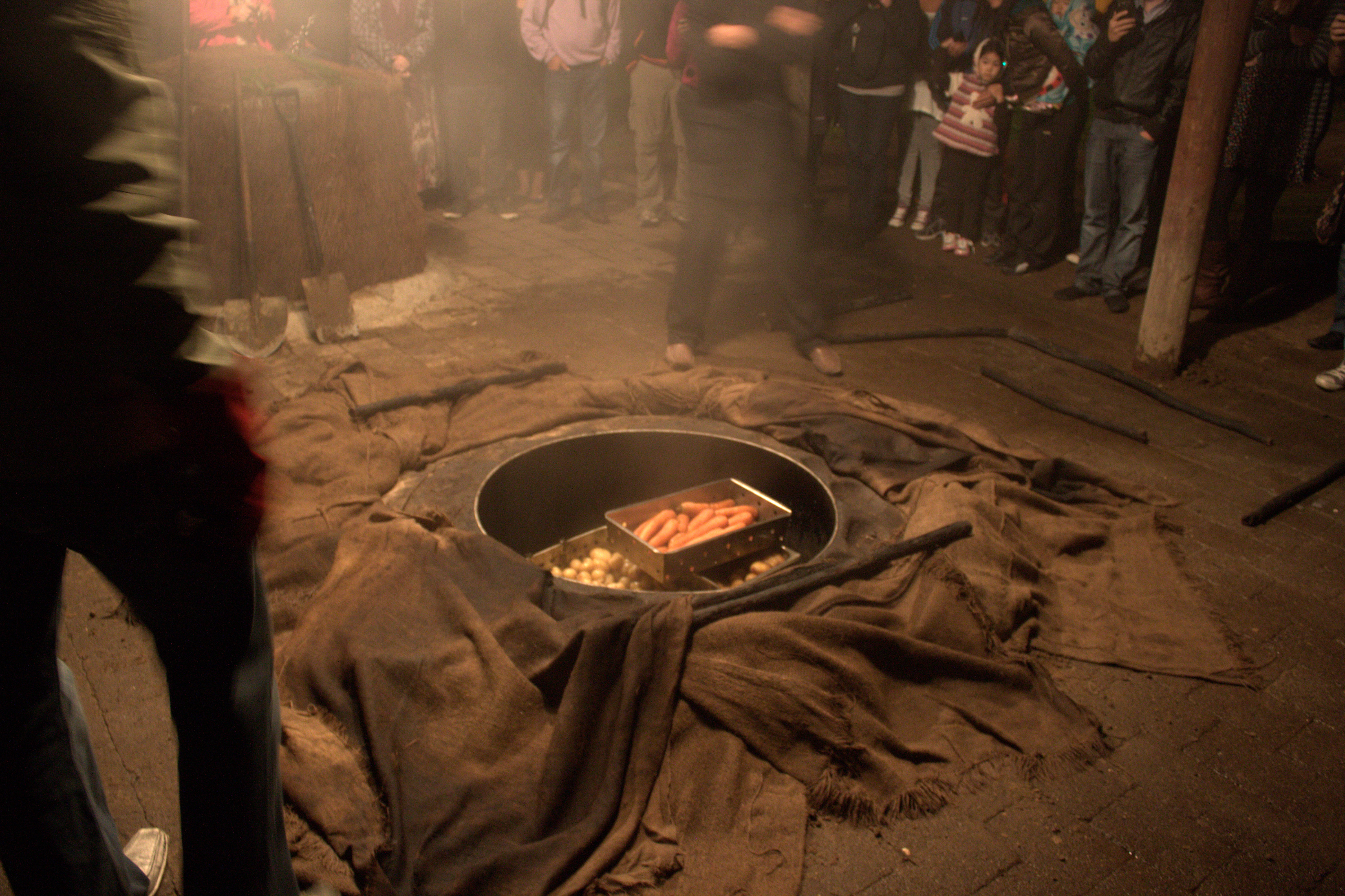
Un hangi en Nouvelle-Zélande en 2011, avec des récipients en métal pour faciliter la cuisson et la dépose des aliments.

L'urbanisation et l'évolution des modes de vie, influencés par le mode de vie occidental, réduisent l'utilisation du four traditionnel. Dans les années 1960, les habitants de Tahiti (notamment ceux vivant à Papeete) cuisinent majoritairement au gaz, en faisant frire les aliments à la poêle ou cuits à l'eau dans une casserole. Le ahi mā'a tahitien est seulement pratiqué le week-end, lorsque le temps le permet. La petite taille des terrains et la densité des quartiers d'habitations constituent des contraintes supplémentaires empêchant de cuisiner dans un four enterré, Christophe Serra-Mallol indique que dans les années 2010, ce mode de cuisson « a désormais disparu pour l’alimentation au quotidien et tend à disparaître pour l’alimentation festive et du dimanche dans les Iles de la Société ». Les fours encore existant ont évolué : ils sont souvent renforcés par des tôles, voire construits en béton, de l'essence est utilisé pour démarrer le feu, les aliments enveloppés dans des feuilles d'aluminium plutôt que dans des feuilles de bananier. La cuisson au four enterré garde néanmoins son importance dans la préparation des aliments offerts lors de grandes cérémonies coutumières, comme le katoaga à Wallis-et-Futuna. 

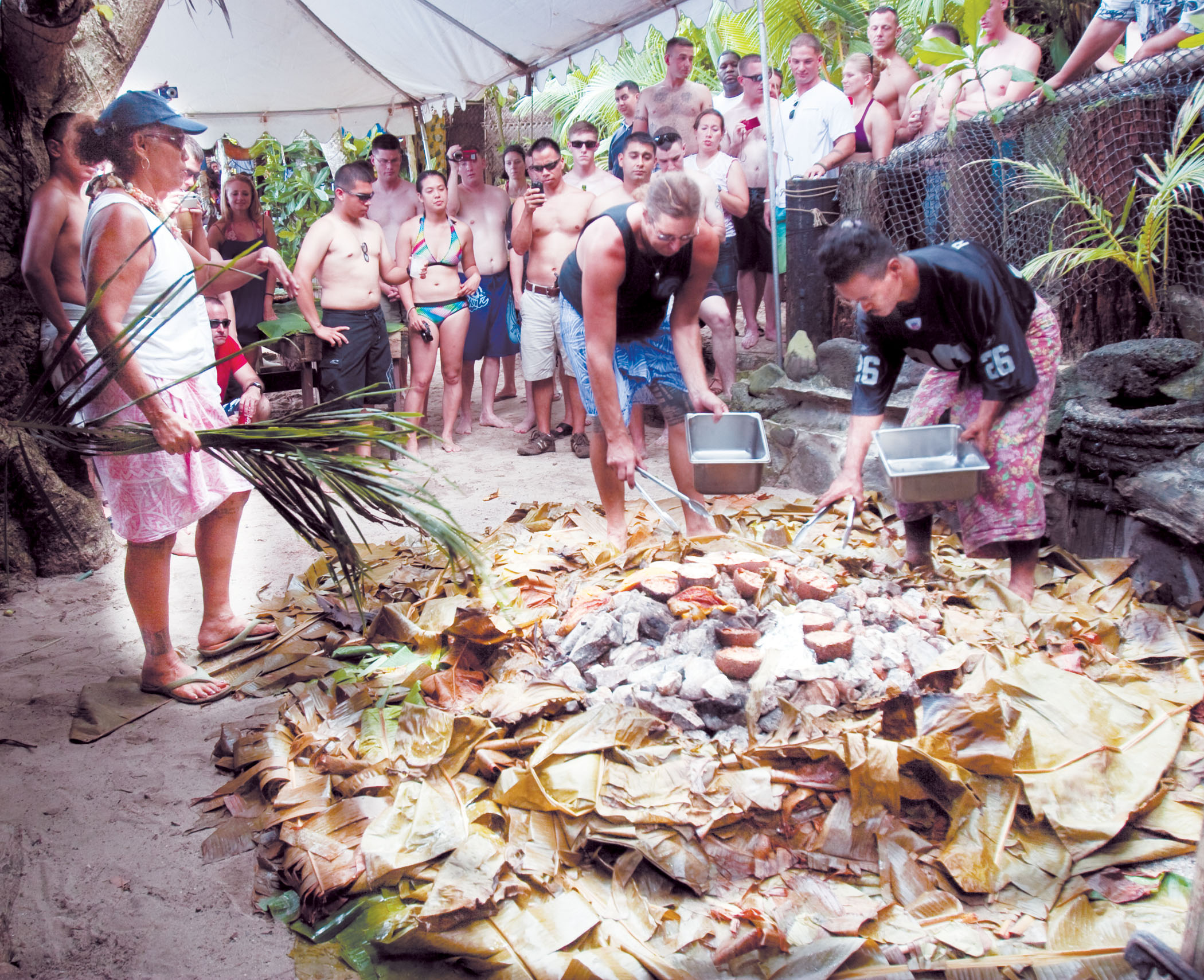
Démonstration d'un four polynésien devant des touristes américains dans un bar de l'île de Tutuila aux Samoa américaines en 2010.

Le four polynésien fait également partie des éléments de la culture polynésienne mis en scène auprès de touristes, que ce soit aux Tonga ou en Nouvelle-Zélande, et le repas est généralement suivi de danses présentées aux visiteurs.